# دوريان سوكيجاوا
دوريان سوكيغاوا (بالإنجليزية: Dorian Sukegawa) واسمه الحقيقي تيتسويا أكيكاوا (باليابانية: 助川哲也)، هو أديب وشاعر ومغنٍ ومؤدي كلمات منطوقة ياباني، وُلد في طوكيو عام 1962. يُعد من أبرز الكتّاب المعاصرين في اليابان، واشتهر عالميًا بفضل روايته ملذّات طوكيو التي تُرجمت إلى عدة لغات وتحولت إلى فيلم سينمائي ناجح.

## مسيرته
درس الفلسفة في جامعة واسيدا بطوكيو، حيث بدأ نشاطه الأدبي والموسيقي مبكرًا من خلال عروض "الشعر الصارخ".أسس في أوائل التسعينيات فرقة أدبية موسيقية تُدعى "جمعية الشعراء الصراخين" (叫ぶ詩人の会)، مزج فيها بين الكلمة والموسيقى وأداء الجسد. وقدّم على مدى سنوات عروضًا متعددة، من بينها مشاريع مع عازفي غيتار ومخرجين سينمائيين. شارك في برامج تلفزيونية وإذاعية، وعمل مذيعًا ومعلقًا ثقافيًا.كما يُدرّس الأدب في جامعات يابانية، ويشغل حالياً منصب عضو مجلس إدارة نادي PEN الياباني، ورئيس لجنة كتب الأطفال فيه.

## أعماله
أهم أعماله
- ملذّات طوكيو[5] (あん - An)، 2013 – وتُعد أشهر أعماله، تدور حول رجل أُدين سابقًا، وامرأة مصابة بالجذام، وفتاة يافعة، وتتقاطع مصائرهم في متجر صغير لبيع الفطائر. الرواية تتناول قضايا الوصم الاجتماعي والكرامة والعدالة.[6]
- حلم ريوسكي،
- الطفل والطائر،
- قطط شينجوكو،
- يويتشي والطير[7]

## مواضيع أعماله

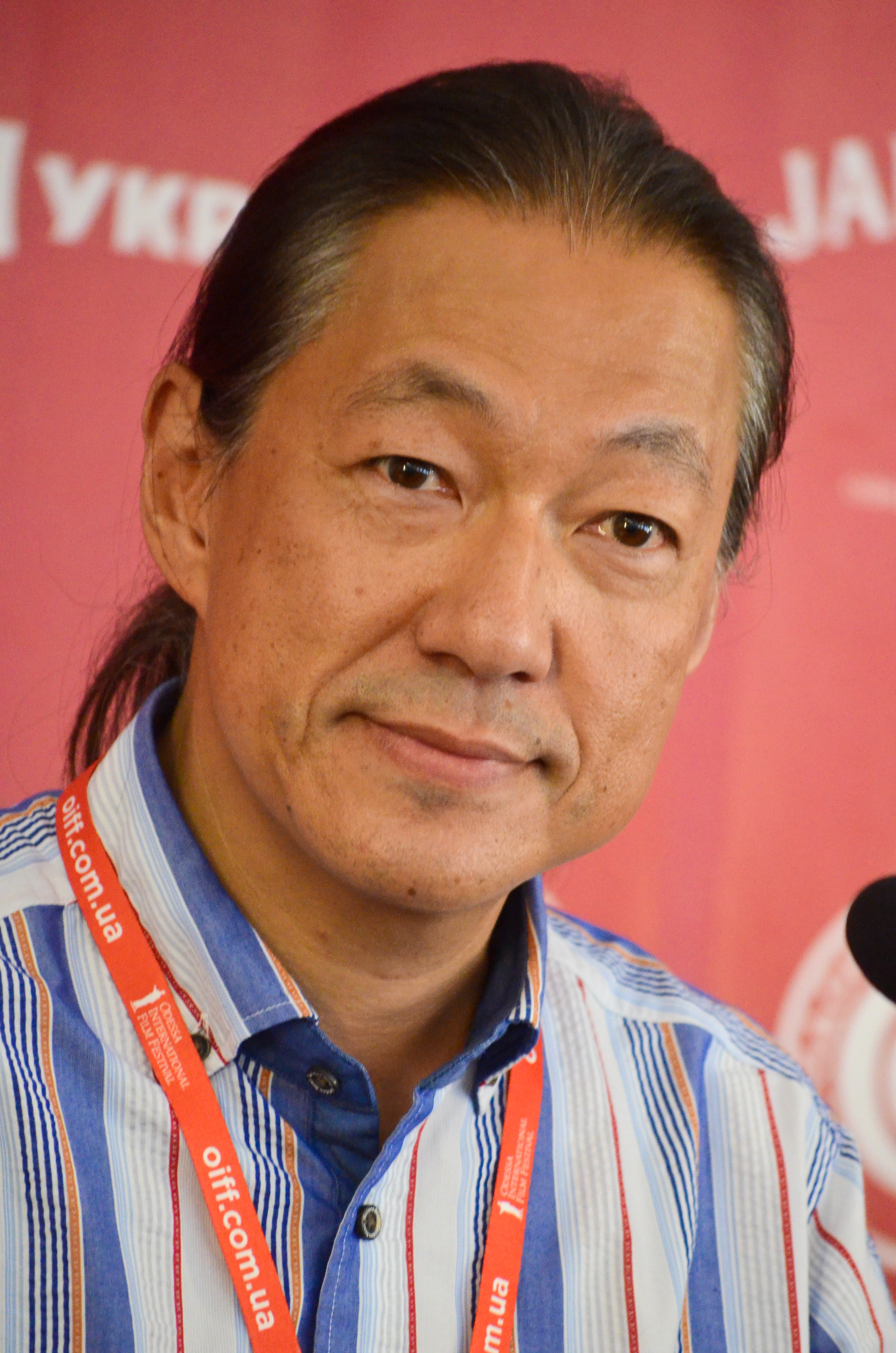
دوريـان سوكيغاوا

تركز كتاباته على قضايا:
- العدالة الاجتماعية
- التهميش والوصم
- التجربة الإنسانية والتعاطف
- الذاكرة الفردية والجماعية

## في السينما
- فيلم "An" (2015) – مقتبس عن رواية ملذّات طوكيو، أخرجه المخرجة اليابانية نومي كاوازه، ولاقى إشادة نقدية واسعة في مهرجان كان السينمائي.[8]
- الفاصوليا الحلوة (باليابانية: あん) هو فيلم دراما ياباني صدر عام 2015 من إخراج نعومي كاواسي.وهو مقتبس عن رواية ملذات طوكيو.